# Sint-Leonarduskapel (Wanssum)

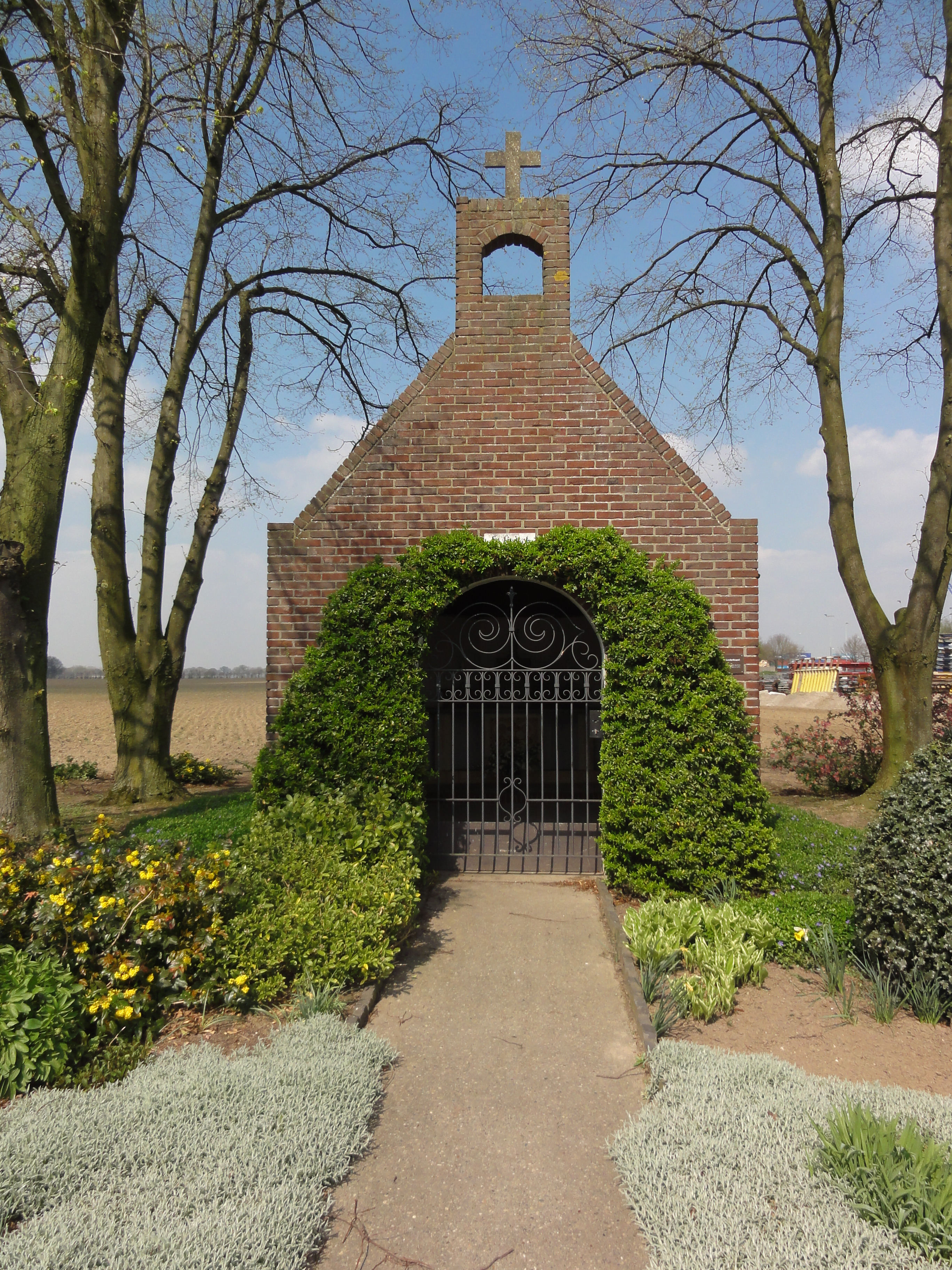
De Sint-Leonarduskapel

De Sint-Leonarduskapel of Sint-Lindertskapel is een kapel in Wanssum in de Nederlands Noord-Limburgse gemeente Venray. De kapel staat aan de noordwestkant van het dorp nabij het einde van de Sint Leonardsweg.
De kapel is gewijd aan Sint-Leonardus.

## Geschiedenis
In de 17e eeuw werd de kapel voor het eerst genoemd. Rond 1668 wordt er om de week op maandag een mis in de kapel gehouden. Vanaf ongeveer het midden van de 19e eeuw vond de maandagmis wekelijks plaats. In 1890 verhuisde de dienst naar de parochiekerk omdat de kapel te bouwvallig was geworden. Rond 1900 brandde de kapel na een blikseminslag af.
In 1954 bouwden buurtbewoners een nieuwe kapel om de rond 1900 verwoeste kapel te vervangen die stamde uit de 17e eeuw.
Op 29 mei 2018 werd de kapel van 37.000 kilogram door een kraan ophesen en ongeveer 25 meter meter verplaatst. De verplaatsing was nodig om ruimte te maken voor het tracé van de verlegde N270.

## Bouwwerk
De bakstenen kapel is opgetrokken met een driezijdige koorsluiting en wordt gedekt door een zadeldak met pannen. In de beide zijgevels zijn er elk drie rondboogvensters gemaakt. De frontgevel is een opengewerkte tuitgevel die boven het dak uitsteekt. Bovenop de top van het dak staat een stenen kruis. In de frontgevel bevindt zich de rondboogvormige toegang die wordt afgesloten met een smeedijzeren hek. Boven de toegang is een tekst aangebracht: St. Lindert.
Van binnen is de kapel gestuukt en wit geschilderd en heeft een bruin geschilderd houten gewelf. Tegen de achterwand is het altaar geplaatst met op het altaar een bakstenen opzet met vijf plateaus. Op het hoogste middelste plateau staat het beeldje van de heilige Leonardus.